# Bucelas
Bucelas est une paroisse civile portugaise (en portugais : freguesia) de la municipalité de Loures, dans le district de Lisbonne.
Lors du recensement de 2021, Bucelas compte 4 802 habitants.
Elle donne son nom au vin d'appellation d'origine (DOC) portugais Bucelas.